# ألبرت هايز
ألبرت هايز (بالإنجليزية: Albert Hayes)‏ (1 يناير 1895 بليفربول في المملكة المتحدة - ) هو لاعب كرة قدم بريطاني (وحمل سابقاً جنسية المملكة المتحدة لبريطانيا العظمى وأيرلندا) في مركز الهجوم. لعب مع بورت فايل ونادي ترانمير روفرز لكرة القدم.